# سلطان المقبالي
سلطان المقبالي، مُمثِّل من المملكة العربية السعودية، قام بالمشاركة في بعض الأعمال، منها: مسلسل سريع سريع عام 2019، ومسلسل الميراث عام2020.

## أعماله
- شوية ملح
- فواصل
- مجاديف الامل
- حارتنا حلوه
- شعبان في رمضان
- ياتصيب يا تخيب
- شد بلد
- سكتم بكتم
- 15 ثانية
- ظلال حلم
- العذراء
- الميراث
- اكشن ياعمري
- سكة سفر
- طاش العودة
- اختفاء سالم
- خربف القلب